# IQ (TV-program)
IQ var ett kunskapsprogram för åttondeklassare som sändes i SVT 1989-1990. Programledare var Lasse Eriksson.
I varje program tävlade tre lag om två personer: ett grönt, ett gult och ett rosa. Segrarna och de bästa tvåorna gick sedan vidare till nästa omgång.
Uppgifterna som skulle utföras var bland annat att bilda nya ord av bokstäverna i ett ursprungsord och att placera ut pilar med namn på en geografisk karta. Alla uppgifter hade en strikt tidsgräns, oftast på 30 sekunder men i de mer omfattande uppgifterna 60 sekunder och i de avslutande snabbfrågorna 90 sekunder.